# Preço relativo
Um preço relativo é o preço de uma mercadoria, como um bem ou serviço, em termos de outro; ou seja, a proporção de dois preços. Um preço relativo pode ser expresso em termos de uma razão entre os preços de quaisquer dois bens ou a razão entre o preço de um bem e o preço de uma cesta de bens de mercado (uma média ponderada dos preços de todos os outros bens disponíveis no mercado). A microeconomia pode ser vista como o estudo de como os agentes econômicos reagem às mudanças nos preços relativos e de como os preços relativos são afetados pelo comportamento desses agentes. A diferença e a mudança dos preços relativos também podem refletir o desenvolvimento da produtividade.

## Em uma equação de demanda
Na equação de demanda {\displaystyle Q=f(P)} (no qual {\displaystyle Q} é o número de unidades de um bem ou serviço demandado), {\displaystyle P} é o preço relativo do bem ou serviço, e não o preço nominal. É a mudança em um preço relativo que leva a uma mudança na quantidade demandada. Por exemplo, se todos os preços aumentam 10%, não há mudança nos preços relativos, então se a renda nominal e a riqueza dos consumidores também aumentam 10%, deixando a renda real e a riqueza real inalteradas, então a demanda por cada bem ou serviço será não afetado. Mas se o preço de um determinado bem aumenta, digamos, 2%, enquanto os preços dos outros bens e serviços caem o suficiente para que o nível geral de preços permaneça inalterado, então o preço relativo de um determinado bem aumentou, enquanto o poder de compra, não foi afetado, então a quantidade do bem demandado diminuirá.

## Restrição orçamentária e curvas de indiferença
Na representação gráfica da teoria da escolha do consumidor, conforme mostrado no gráfico a seguir, a escolha do consumidor das quantidades ótimas de demanda de dois bens é o ponto de tangência entre uma curva de indiferença (curva) e a restrição orçamentária (uma linha reta) O gráfico mostra uma restrição orçamentária inicial BC1 com escolha resultante no ponto de tangência A, e uma nova restrição orçamentária após uma diminuição no preço absoluto de Y (o bem cuja quantidade é mostrada horizontalmente), com escolha resultante no ponto de tangência C. Em cada caso o valor absoluto da inclinação da restrição orçamentária seja a razão entre o preço do bem Y e o preço do bem X - isto é, o preço relativo do bem Y em termos de X.

## Distinguir mudanças de preços relativos e gerais
Freqüentemente, a inflação torna difícil para os agentes econômicos distinguir imediatamente os aumentos no preço de um bem que são devidos a variações de preços relativos das variações no preço devidas à inflação dos preços em geral. Essa situação pode levar à ineficiência alocativa e é um dos efeitos negativos da inflação. Em geral, mudança de preço significa que quando a demanda por uma mercadoria aumenta, o preço sobe, e quando a demanda por uma mercadoria diminui, o preço também cai. No entanto, durante o período de inflação, a relação entre oferta e demanda e a variação da demanda são muito especiais, o que requer o julgamento da variação especial.

## Fatores de preço relativo
1. Muitos fatores afetam o preço relativo, como a mudança na taxa de trabalho dos empregados, a diferença na oferta de produção e a mudança na política de preços do governo, que podem afetar a mudança no preço relativo entre as commodities.
2. Mudanças na oferta e demanda do mercado também causarão mudanças nos preços relativos, como mudanças nos níveis de consumo social e nos hábitos de consumo do consumidor. Todos esses são fatores que afetam os preços relativos.

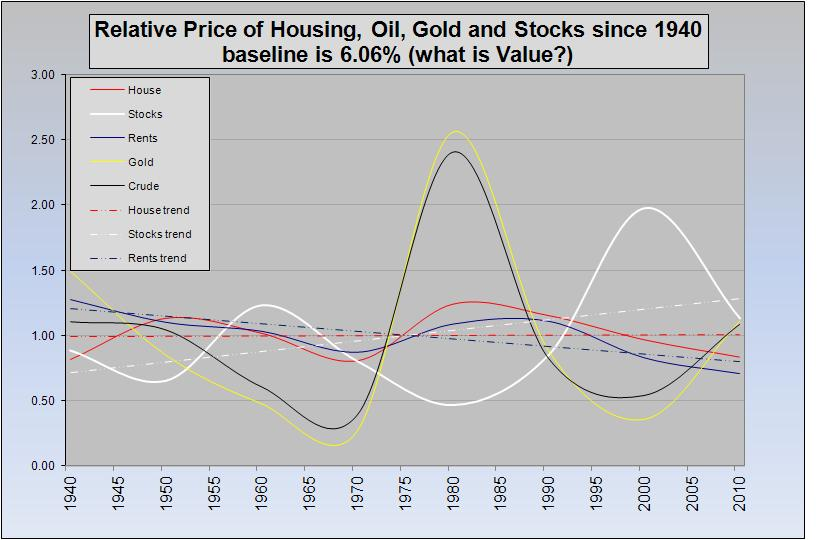
Valor ou preço